# Joan Carreras i Martí
Joan Carreras i Martí (Barcelona, 12 de febrer de 1935 - Granollers, 10 de març de 2018) va ser un editor català. Era llicenciat en Filosofia i Lletres, en l'especialitat de Llengües Semítiques (1960). Va dirigir l'Enciclopèdia Larousse, i la Gran Enciclopèdia Catalana des de 1971. Després, hi va continuar vinculat com a director editorial i com a director cultural de la seva fundació fins a la seva jubilació.
A més, Carreras va formar part de diverses entitats com la Junta del Col·legi Oficial de Doctors i Llicenciats en Filosofia i Lletres i en Ciències de Catalunya, el Gremi d'Editors de Catalunya i Òmnium Cultural, que va arribar a presidir (1984-1986). Era el pare de l'escriptor Joan Carreras.